# Hanover (Pennsylvania)
Hanover ist ein Borough im York County im US-Bundesstaat Pennsylvania, 19 Meilen südwestlich von York, 54 Meilen nordwestlich von Baltimore, Maryland. Das U.S. Census Bureau hat bei der Volkszählung 2020 eine Einwohnerzahl von 16.429 ermittelt.

## Geschichte
Hanover wurde um etwa 1730 besiedelt und nach der deutschen Stadt Hannover benannt. Im amerikanischen Bürgerkrieg fand am 30. Juni 1863 dort eine Schlacht statt, die dazu führte, dass Kavallerie der Konföderierten Staaten von Amerika verzögert zur Schlacht von Gettysburg gelangen konnte. Die Konföderierten Staaten von Amerika verloren dabei etwa 117 Mann. Diese Schlacht ging als die Schlacht von Hanover in die Geschichte ein.

## Demographie
Nach der Volkszählung aus dem Jahr 2000 lebten 14.535 Einwohner in Hanover. Dabei waren 96,95 % der Einwohner Weiße, 0,52 % Afroamerikaner, 2,05 % Hispanics und Latinos. Der Rest bestand aus amerikanischen Ureinwohnern, Asiaten und sonstigen Ethnien. Das Durchschnittseinkommen pro Haushalt betrug 35.536 Dollar. 7,7 % der Einwohner lebten unterhalb der Armutsgrenze.

## Sonstiges
Der zweitgrößte Brezelhersteller der USA, Snyder’s of Hanover, hat seinen Sitz in Hanover.

## Söhne und Töchter der Stadt
- George M. Bedinger (1756–1843), Politiker
- John Luther Long (1861–1927), Jurist und Schriftsteller
- John Milton Miller (1882–1962), Ingenieur und Radiopionier
- Brick Fleagle (1906–1992), Jazzgitarrist und Arrangeur
- Ann Roth (* 1931), Kostümbildnerin
- Rita Mae Brown (* 1944), Krimi-Schriftstellerin
- Tag Adams (* 1972), Pornodarsteller
- Michelle Albright Schultz (* 1972), Juristin